# مهارة كوم
مهارة كوم هي شركة تكنولوجيا مالية إسكندنافية، تأسست في عام 2016 وتتخصص في مجال خدمات التداول عبر الإنترنت.

## تاريخ الشركة
تأسست مهارة كوم في عام 2016 على يد "هنريك بيرسون إيكدال"، و"أندريه لافولد"، و"ميكائيل ريس هارستاد"، بدعم من Optimizer Invest. أطلقت الشركة رسميًا منصتها في عام 2019، والتي توسعت لتشمل أكثر من 15 لغة بحلول 2020.
تلقت مهارة كوم في مراحلها المبكرة تمويلًا من Optimizer Invest، وهي شركة استثمارية تمتلك حصص أغلبية في Catena Media وBetsson وGiG.
كما حصلت الشركة أيضًا على تمويل بقيمة 15 مليون يورو من مستثمرين إسكندنافيين.
أصبحت الشركة أحد الرعاة الرسميين لنادي فولهام الإنجليزي لكرة القدم، حيث ظهر شعارها على ظهر قميص الفريق خلال موسم 2019-2020.
أُختير بطل العالم في الشطرنج ماغنوس كارلسن كسفير عالمي لعلامة مهارة كوم التجارية في عام 2021.
وتعاونت الشركة مع نادي أستون فيلا خلال موسم 2020-21.
جمعت الشركة تمويلات جديدة بقيمة 10 ملايين يورو في أوائل عام 2022، والتي عكست ارتفاع تقييمها الاستثماري بنحو 50% في غضون عام.